# Personal de Hogwarts
Això és una llista dels professors i el personal de Hogwarts, una escola creada per J. K. Rowling per les seves novel·les de Harry Potter. Els personatges Albus Dumbledore, Severus Snape i Rubeus Hagrid tenen el seu propi article. En Remus Llopin i l'Alastor Murri estan descrits a l'article Orde del Fènix, i Barty Mauch Júnior, Alecto Carrow i Amycus Carrow a l'article Cavaller de la mort.

## Cuthbert Binns
En Cuthbert Binns és el professor d'Història de la Màgia a Hogwarts, i és l'únic que és un fantasma. En Binns entra a la classe a través de la pissarra. És molt gran, d'aparença pansida i és semitransparent, de color blanc-perlat típic d'un fantasma. La història és que en Binns era tan vell que un matí, es va aixecar davant del foc de la sala comuna, i simplement es va anar a classe, deixant el seu cos enrere. La seva rutina no va notar cap variació. Es creu que ell no s'ha adonat d'aquesta circumstància, el que provoca els riures entre els alumnes.
Les classes d'en Binns són notables només per la seva completa monotonia. Llegeix a través dels interminables detalls de la revolta dels gòblins i altres esdeveniments en un to de veu que fa que tots s'adormin.
L'única vegada que tots els estudiants de la classe van mostrar interès per un tema de la classe va ser quan l'Hermione va preguntar a en Binns per la Cambra Secreta i el professor va fer una petita xerrada sobre el tema.

## Phineas Nigellus Black
Phineas Nigellus Black (1847-1926), més comunament anomenat Phineas Nigellus, és el revesavi d'en Sirius Black, i conegut com el director menys popular que Hogwarts hagi tingut.
El quadre d'en Nigellus penja a l'oficina del director juntament amb els quadres dels altres ex-directors i directores. Com els altres quadres trobats allà, la pintura d'en Nigellus ajuda el director actual, però no hi troba cap goig. L'Albus Dumbledore es dirigeix al retrat com si fos el mateix Nigellus de carn i os.
En Phineas no es porta bé amb el seu tataranét, la gent jove i en realitat, amb la major part de les persones. No obstant això, va semblar sentir-se trastornat a l'esbrinar que en Sirius, l'últim hereu dels Black, estava mort, per motius que poden ser purament dinàstics o potser emocionals. Juntament amb la Ginny Weasley, en Nigellus és un dels pocs personatges que critica de forma oberta el comportament d'en Harry Potter a l'Orde del Fènix, sovint cridant i de forma egoista.
Un segon quadre d'en Phineas penja a la casa dels Black, situada al número 12 de la plaça Grimmauld, i igual que altres personatges de quadres del món màgic, en Phineas pot anar de retrat en retrat. A l'Ordre del Fènix, Harry fa servir el dormitori on es troba el quadre d'en Nigellus, i aquest li duu missatges de Dumbledore. De vegades, la seva veu encara surt del marc quan no hi és, fent comentaris sarcàstics.

## Pomona Coliflor
La Pomona Coliflor és la professora de Botànica i Cap de la residència de Hufflepuff a Hogwarts. La seva classe es troba als hivernacles i la seva oficina està després de l'Hivernacle Tres. Es descriu com una bruixa grassoneta amb cabell gris que utilitza un barret. La Coliflor és estricta però justa amb els seus estudiants, sense mostrar cap prejudici en la puresa de sang o residència. Com es demostra a la saga, és una professora talentosa i coneixedora pel que fa a plantes màgiques.
El personatge de la Coliflor s'introdueix a Harry Potter i la pedra filosofal, però no pren cap rol actiu fins a Harry Potter i la cambra secreta, on ensenya als seus alumnes de segon any a treballar amb Mandràgores. És responsable de criar a les Mandràgores fins que arribin a la maduresa, quan el seu suc pot utilitzar-se per a reviure a les víctimes petrificadas del basilisc.
La Coliflor també apareix a Harry Potter i el calze de foc, on ensenya al seu quart any a recol·lectar pus de Bubotuber per a utilitzar-lo per a guarir acne. Més tard en el llibre, ella consola a l'Amos Diggory i la seva esposa després de la mort del seu fill, en Cedric Diggory.
A Harry Potter i l'orde del Fènix, la Coliflor recolza a Harry Potter quant a la seva història que en Lord Voldemort havia reviscut. Com moltes de les professores de Hogwarts, detestava a la Dolors Umbridge. En un moment, li concedeix 20 punts a Gryffindor perquè en Harry li dona una regadora.
Després de la batalla de Hogwarts a Harry Potter i el misteri del Príncep, la Coliflor es reuneix amb la Minerva McGonagall, en Filius Flitwick, l'Horaci Llagot i en Rubeus Hagrid per a discutir el futur de Hogwarts. La Coliflor desitjava mantenir el col·legi obert després que l'Albus Dumbledore hagués mort, i diu que ell també hauria volgut això. També recolza el suggeriment que en Dumbledore hauria de ser enterrat prop de Hogwarts, encara que cap altre director havia estat enterrat d'aquesta manera abans. Assisteix a l'enterrament, on apareix millor vestida i més neta que en qualsevol altre moment en què els seus estudiants l'haguessin vist.
La Professora Coliflor pren part a la segona batalla a Hogwarts a Harry Potter i les relíquies de la Mort a l'improvisar una ofensiva amb plantes. Ella i en Neville llancen Mandràgores del castell i ataquen els enemics amb Venomous Tentaculas. També es veu quan persegueix a en Severus Snape juntament amb la Minerva McGonagall i en Filius Flitwick. L'epílog d'aquest llibre revela que en Neville Longbottom es converteix en el professor de Botànica a Hogwars - les circumstàncies de la marxa de Pomona Coliflor de la feina no són revelades.

## Gilbert Decors
Gilbert Decors és el professor de Defensa Contra les Forces del Mal en el segon any de Harry Potter a Hogwarts.
És escriptor d'un gran nombre de llibres que relaten les seves aventures i contratemps relacionats amb les Forces del Mal. A través de la història surt a relluir la seva veritable identitat, sent en realitat un usurpador que va robar la glòria d'altres persones fent que aquestes li expliquessin totes les seves fites i després duent a terme l'encanteri d'oblidar per a canviar les memòries d'aquestes persones. Al final de Harry Potter i la cambra secreta, tracta d'atacar a en Ron i a en Harry amb aquest encanteri, fent servir la vareta d'en Ron, però com que aquesta estava defectuosa, l'encanteri rebota pel motiu de la vareta trencada i li afecta a ell i li fa oblidar fins i tot que és mag. Més tard, a Harry Potter i l'orde del Fènix, és trobat per en Harry, en Ron i l'Hermione a l'Hospital de San Mungo. En Gilbert els ofereix una dotzena de fotos autografiades, cosa que cap volia, el que demostra un lleu avanç en la seva recuperació de la memòria.

## Argus Filch
L'Argus Filch és el zelador de Hogwarts. És un home rondinaire, repugnant que odia als estudiants amb passió. La gata favorita d'Argus es diu Senyora Norris, amb la qual té una connexió gairebé psíquica. Ella vaga els passadissos del castell, igual que en Filch, i si ella descobreix a algú posant un peu fora de la línia, l'Argus està allà al cap d'uns minuts. Ell coneix els passadissos secrets i les portes ocultes de Hogwarts millor que ningú excepte en Fred i George Weasley (i, a partir de la tercera novel·la de la saga -Harry Potter i el pres d'Azkaban- Harry Potter, gràcies al Mapa de Magatotis).
A Harry Potter i la cambra secreta es descobreix que és un llufa, quan en Harry descobreix accidentalment que fa un curs de màgia per correu.

## Firenze
En Firenze és un centaure i un professor de Hogwarts. La seva primera aparició arriba cap al final de Harry Potter i la pedra filosofal, en el qual rescata en Harry d'en Voldemort al Bosc Prohibit. En haver ajudat a en Harry, en Firenze es veu enfrontat amb els altres centaures del bosc, que objecten el suggeriment simbòlic que els centaures estiguin subordinats a humans. Discuteixen a més sobre la responsabilitat de centaures a llegir el futur a partir de les estrelles i si és correcte intervenir en el desplegament d'aquell futur. En Firenze roman amb el seu ramat però és clarament diferent sobre alguns assumptes.
El personatge no fa una altra aparició fins a Harry Potter i l'orde del Fènix, en el qual és assignat pel director de l'escola, l'Albus Dumbledore, a ensenyar Futurologia a Hogwarts en lloc de Sibil·la Trelawney, que havia estat acomiadada per l'Alta Inquisidora, la Dolores Umbridge. Quan en Harry veu en Firenze a classe, en Firenze els va dir que l'havien fet fora del ramat de centaures per acceptar la petició d'en Dumbledore de cobrir el lloc de professor. En Firenze ignorava els centaures, ajudant a humans perquè sentia que tenia una obligació de contribuir a la lluita contra en Voldemort. Al final del cinquè llibre, en Firenze era un membre del professorat, i a Harry Potter i el misteri del Príncep comparteix obligacions d'ensenyament amb la Trelawney, que l'Albus havia tornat a la feina, una situació que ella troba desagradable. En Dumbledore el manté perquè en Firenze no tindria cap lloc per anar-se'n, en ser un exiliat del seu ramat.
A Harry Potter i les relíquies de la Mort, se'l veu prop del final del llibre que lluita al costat dels altres professors de Hogwarts, ajudant a defensar l'escola d'en Voldemort i els seus Cavallers de la mort. Encara que no és esmentat en la sèrie, segons una xat, la Rowling va dir que el ramat de Firenze està més tard forçat a admetre que ser professor, com havia fet en Firenze, no és vergonyós i l'admeten una altra vegada al ramat.
Se'l descriu al llibre com a centaure ros amb ulls sorprenentment blaus. També té un cos superior fort i musculós, com tots els centaures. Suposadament, és bastant bell, i moltes estudiants de Hogwarts s'enamoren per d'ell. La Parvati Patil el descriu senzillament, com "preciós".

## Filius Flitwick
Filius Flitwick és el professor d'Encanteris a Hogwarts i cap de la residència de Ravenclaw. La seva veu cridanera va d'acord amb la seva baixa alçària; en les seves classes es col·loca de peu sobre una pila de llibres per a poder veure per sobre de l'escriptori i se seu sobre uns coixins damunt de la taula. Té un avantpassat llunyà que era goblin, un cas d'encreuament d'espècies en certa manera similar al d'en Hagrid.
L'estil d'ensenyament del Professor Flitwick sembla més despreocupat en comparació del d'altres professors. Per una part va permetre jugar a classe la setmana anterior a les vacances de Nadal, per una altra part sembla no molestar-se a impedir que es produeixi el caos cada vegada que els seus alumnes practiquen els encanteris a classe. Sovint és afectat per algun encanteri mal apuntat o per alguna maledicció que sempre està volant pel col·legi. Entre els encanteris que ell ensenya podem destacar l'encanteri levitatori (Wingardium Leviosa); els encanteris alegres, encanteris convocadors, encanteris-escut i encanteris silenciosos. L'aula d'encanteris es troba a la tercera planta del castell, encara que el despatx del professor Flitwick es troba al setè pis.
Es diu que en Flitwick podria haver ensenyat Defensa Contra les Forces del Mal durant alguns anys, diuen això perquè va ser ell qui va recollir els exàmens de MAG de Defensa Contra les Forces del Mal, i es rumoreja també que va ser un campió duelístic quan ell era més jove.
També es rumoreja que pot ser el nou director de l'escola.
El professor Flitwick ajuda en altres assumptes de Hogwarts a part de treballar a classe. En primer lloc va emprar els seus dots màgics per a decorar el Gran Menjador durant el Nadal, i va posar la prova de claus voladores protegint la Pedra Filosofal a Harry Potter i la pedra filosofal. Durant el segon any d'en Harry, en Flitwick va ajudar a la professora Sinistra a traslladar a en Justin Finch-Fletchley a la infermeria. En Fitwich és vidu del seu primer matrimoni des dels 540 anys i va tenir un fill anomenat Gabriel Fitwick, és adult, madur i casat del seu primer matrimoni i amb fills.

## Horaci Llagot
L'Horaci Llagot és professor del col·legi Hogwarts de màgia i bruixeria i apareix per primera vegada en el penúltim llibre de la sèrie, Harry Potter i el misteri del Príncep. També és un bon amic del director del col·legi, l'Albus Dumbledore.
En la seva primera aparició en el llibre, en Llagot és descrit com un mag no gaire alt però massa gros, de cara rodona amb el cabell gris-ros, amb un bigoti de morsa i la barba del vell pascuer.
En Llagot té certs trets personals propis d'un Slytherin, tals com l'ambició i el desig de ser algú influent. Per una altra part té debilitat quant a acaparar l'atenció d'aquells estudiants als quals els veu un futur prometedor en qualsevol aspecte.
Abans del començament de la sèrie, l'Horaci Llagot va ser un professor veterà de Pocions i cap de la residència Slytherin entre els anys 40 i 80. No obstant això va tornar a ocupar ambdós llocs, recuperant primer el lloc de professor de Pocions al principi de Harry Potter i el misteri del Príncep i el de cap de la residència de Slytherin al final del mateix any.
Durant el seu primer i llarg període com a professor de Hogwarts, en Llagot va educar a molts dels personatges principals de la novel·la.
Entre els seus alumnes estaven en Tod Morvosc Rodlel, qui més tard seria en Lord Voldemort; en Severus Snape i la Lily Evans, la mare d'en Harry i una de les alumnes preferides d'en Llagot de qui deia "Va ser una de les alumnes més brillants que mai vaig tenir. Una noia encantadora, plena de vida". No obstant això anys endarrere en Llagot havia tingut d'alumne al propi en Voldemort. En una ocasió Tod Rodlel va demanar informació a en Llagot sobre els horricreus, objectes que guarden un fragment de l'ànima i que fan immortal a una persona mentre quedi un horricreu intacte. Una vegada sabuda la naturalesa dels horricreus, en Rodlel es va posar a treballar amb les Forces del Mal per a crear-los i començar la seva era de terror.
Després de la seva jubilació i el retorn d'en Voldemort, en Llagot es va mantenir amagat al començar la guerra en el món màgic. No obstant això, en el començament de Harry Potter i el misteri del Príncep, el director de Hogwarts, l'Albus Dumbledore, va acordar canviar al professor Severus Snape al lloc de Professor de Defensa Contra les Forces del Mal i posar a en Llagot en el lloc de Professor de Pocions.
A l'inici de Harry Potter i el misteri del Príncep, en Llagot torna al seu antic lloc de Professor de Pocions. Al principi es va mostrar refractari a la idea de tornar a Hogwarts per a impartir classes, ja que està tractant de mantenir-se ocult d'en Voldemort, de fet va fingir haver desaparegut per a evadir a en Dumbledore. És persuadit quan veu a en Harry, que va acompanyar a en Dumbledore i li parla sobre la seva semblança amb els seus pares. Després en Dumbledore li va permetre veure que tenia l'anell d'en Voldemort en el dit.
En Llagot és menys exigent que el seu predecessor, en Severus Snape, admetent als alumnes per a estudiar els cursos avançats de Pocions, ja que l'Snape exigia obtenir un Excel·lent en el MAG de Pocions mentre que en Llagot només exigeix tenir un Notable. Aquest canvi d'última hora permet a en Harry seguir estudiant Pocions, no obstant això en Harry no tenia el material necessari per a estudiar l'assignatura, ja que estava convençut que no podria seguir estudiant Pocions. Malgrat tot, en Llagot li presta a en Harry un llibre vell de Pocions fins que ell se'n compri un de propi.
En la seva primera classe, en Llagot ofereix un flascó de Poció Felix Felicis, conegut com a "sort líquida" a aquell estudiant que elaborés la millor poció. Confessa a la classe que va consumir dues vegades la Poció Felix Felicis al llarg de la seva vida, la primera vegada als 24 anys i la segona als 57. La poció ofereix un dia sencer de bona sort però ha de consumir-se amb moderació. En Harry aconsegueix la poció amb l'ajuda de les notes manuscrites del llibre prestat en el qual posa que el llibre és propietat del Mig-Príncep. En Harry continua usant el llibre en les classes amb gran èxit, impressionant a en Llagot que li diu que ha heretat el talent de la seva mare en l'art de l'elaboració de pocions.
En Dumbledore es compromet a mostrar a en Harry el passat d'en Lord Voldemort mitjançant l'ús del pensiu, un recipient en el qual es poden observar els records mentals de les persones. Un dels records sobre la joventut d'en Rodlel pertanyia a en Llagot, concretament era el record en el qual el jove Tod Rodlel li preguntava al Professor Llagot sobre la naturalesa dels horricreus. No obstant això, quan estaven analitzant el record d'en Llagot van comprovar que aquest estava incomplet. En Llagot no admetia la seva responsabilitat d'haver-li donat informació a en Rodlel sobre els horricreus i en conseqüència va alterar algunes parts del seu record, precisament les parts en les quals responia a les preguntes d'en Tod Rodlel.
En Dumbledore encarregà a en Harry obtenir el record complet d'en Llagot. Després de diversos intents fallits d'aconseguir el record, en Harry decideix beure la poció Felix Felicis amb la qual aconsegueix persuadir a en Llagot perquè li lliuri el record. Després d'haver analitzat tot el record complet es confirma la teoria d'en Dumbledore que en Voldemort havia creat set horricreus per a aconseguir la immortalitat.
Al final de la història, després de la mort d'en Dumbledore i la fugida de l'Snape, en Llagot torna a representar la residència Slytherin per ordre de la nova directora Minerva McGonagall. La recén nomenada directora aconsella que el col·legi Hogwarts continuï obert.
A Harry Potter i les relíquies de la Mort, en Llagot apareix breument cap al final del llibre, reunit amb els altres Caps de Residència per a preparar-se per a la Batalla de Hogwarts. En Llagot manifesta davant la Minerva McGonagall la seva preocupació pel que fa a l'entrada d'en Voldemort i els seus cavallers de la mort a Hogwarts. Decideix anar a Hogsmeade amb la resta dels alumnes de la seva residència però al final torna amb reforços per a lluitar i, al costat de la McGonagall i l'Auror Kingsley Shacklebolt es baralla amb el mateix Voldemort al Gran Saló.

### El Club dels Llagoters
El Club dels Llagoters va ser "fundat" pel professor Llagot amb la finalitat de reunir en ell només a estudiants que tinguin o hagin tingut coneguts o familiars amb algun lloc important en certs àmbits del món de la màgia, tal és el cas de llocs importants a la Conselleria d'Afers Màgics, haver tingut alguna ordre de Merlí, que siguin jugadors reconeguts dintre del món del Quidditch o que simplement hagin estat famosos; també admet a estudiants que siguin prometedors no necessàriament amb parents importants (tal és el cas de l'Hermione Granger o la Ginny Weasley). El Club també és motiu de discussió entre l'Hermione i en Ron Weasley, car aquest últim no oferia característiques molt prometedores als ulls d'en Llagot.
A aquest club assisteixen alumnes com en Harry Potter, l'Hermione Granger, la Ginny Weasley, en Neville Longbottom, en Blaise Zabini, en Cormac McLaggen entre d'altres. No existien dies específics per a ajuntar-se, simplement el professor citava als seus alumnes per mitjà de notes que enviava a través d'altres alumnes o feia córrer la veu. El lloc usual de reunió era el despatx del professor Llagot.

## Minerva McGonagall[calcitació]
Minerva McGonagall és la sots-directora del col·legi Hogwarts de màgia, Cap de la residència Gryffindor i professora de Transfiguració, assignatura que segons ella és una de les branques més complexes de la màgia.
En els llibres la descriu com una dona de cabell negre, normalment recollit sota un barret. Sol vestir una túnica de color verd maragda i té un caràcter difícil. La Rowling la defineix com una dona d'uns setanta anys. Ella utilitza unes ulleres amb vidres quadrats que fan joc amb les seves línies facials al transformar-se en gat (McGonagall és una animaga, és a dir, una bruixa capaç de transformar-se en un animal per pròpia voluntat). Malgrat ser severa, estricta i generalment reservada, la professora McGonagall sempre ha mostrat interès pels alumnes de Hogwarts, pels propis de Gryffindor i especialment per en Harry Potter. La McGonagall sempre ha estat lleial a l'Albus Dumbledore i és membre de l'Orde del Fènix.
A les pel·lícules que s'han fet del llibre, la professora McGonagall és interpretada per l'actriu Maggie Smith.
La primera aparició de la Minerva McGonagall és al començament de Harry Potter i la pedra filosofal (el primer dels llibres), concretament en el moment en el qual es troba amb l'Albus Dumbledore en el número 4 del carrer Privet (la casa dels oncles d'en Harry). Immediatament va demostrar ser una animaga, ja que va estar un dia sencer sota l'aparença d'un gat esperant a l'entrada de la casa dels Dursley. De fet, és el primer personatge que apareix en tota la saga sota aparença de gat. En aquest capítol es resumeix la personalitat de la McGonagall. D'una banda mostra el seu costat compassiu (es mostra preocupada davant la decisió d'en Dumbledore de deixar a en Harry a casa dels seus oncles la mateixa nit que en Lord Voldemort va assassinar als seus pares). D'altra banda mostra un caràcter estricte (critica a diverses persones incloent a en Hagrid) i finalment la seva intel·ligència (ser una animaga suposa tenir un fort control de la màgia). La McGonagall és l'encarregada d'organitzar la Cerimònia de Selecció a Hogwarts i sempre exigeix respecte per part dels alumnes.
La McGonagall en la seva condició de Cap de la residència Gryffindor és molt aficionada a l'equip de Quidditch de la seva residència. Després d'haver vist el primer vol d'en Harry en escombra, no va dubtar en ficar-lo a l'equip com a buscador malgrat que normalment als estudiants de primer curs no se'ls permet tenir una escombra pròpia.
Sovint ha fet coses pel bé d'en Harry, com quan el va advertir en el cinquè curs que la Conselleria d'Afers Màgics estava espiant dins i fora de Hogwarts (possiblement a causa de la seva posició dins de l'orde del Fènix). Al mateix temps era una de les professores que més es distanciava de la Dolors Umbridge.
La Minerva McGonagall té clemència davant d'en Dumbledore i són molt amics i uns encisos atordidors van estar a punt de causar-li la mort i va anar a l'hospital Sant Mungo de ferides i malalties màgiques a recuperar-se.
El rol de la Minerva McGonagall s'estén i pren importància en el setè llibre. Al saber de l'amenaça contra Hogwarts, la Minerva organitza les forces defensores i per mitjà de l'encanteri Patronus (el qual té forma de tres gats) informa als altres caps de les residències que la baralla és imminent.
La Minerva demana que els estudiants menors d'edat siguin evacuats de l'escola i organitza a l'orde del Fènix, a l'Exèrcit d'en Dumbledore i als estudiants majors d'edat per a la defensa de Hogwarts. Durant la batalla, la Minerva McGonagall al costat d'en Kingsley Shacklebolt i l'Horaci Llagot combaten a en Voldemort amb l'objectiu de guanyar més temps per en Harry. Encara que en el duel els tres són derrotats pel senyor de les Forces del Mal.

## Poppy Pomfrey
Madam Poppy Pomfrey és una metgessa que s'encarrega de la infermeria Hogwarts, i del qual se sap que és molt estricta quant a les regles de la seva infermeria i té una opinió alta d'alguns professors que són competents curant-se. Considera que tant els demèntors com els dracs són perjudicials a la salut dels estudiants.
En Ron se'n va a veure la Madam Pomfrey després de ser mossegat per en Norbert a Harry Potter i la pedra filosofal. Després que en Harry derrotés en Quirinus Quirrell a les masmorres, passa tres dies inconscient a la infermeria. A Harry Potter i la cambra secreta, Madam Pomfrey fa créixer els ossos del braç trencat d'en Harry després que en Gilbert Decors accidentalment els hi treu celebrant la victòria de Gryffindor sobre Slytherin en un partit de quidditch. L'Hermione va a parar a la infermeria perquè un mes després un contratemps amb la Poció de la Mutació que la deixava meitat felina, llavors s'hospitalitza una altra vegada després que quedi petrificada pel Basilisc.
Després que la Umbridge atordís la McGonagall dins l'Ordre del Fènix, la Madam Pomfrey deia que dimitiria en la protesta. A Harry Potter i el misteri del Príncep, cuida obedientment després que en Ron quedés enverinat i atengué en Harry després que el seu crani es colpegés en un partit de Quidditch. Esclatava a llàgrimes quan va saber la mort d'en Dumbledore, i a Harry Potter i les relíquies de la Mort, ella i l'Argus Filch supervisen evacuacions d'estudiants des de Hogwarts abans de l'atac dels Cavallers de la Mort, i més tard ajuda els ferits.

## Quirinus Quirrell
En Quirinus Quirrell va ser el professor de Defensa Contra les Forces del Mal a Harry Potter i la pedra filosofal. Les seves classes es descrivien com "avorrides". En Quirinus era un home tartamut de mitjana alçària que sempre duia un turbant. Al voltant del professor sempre existia una forta olor d'all, rumorejant que era per a espantar a un vampir que va conèixer en un dels seus tants viatges de joventut.
Durant la novel·la, es mostra que en Severus Snape intentava persuadir-lo perquè li confessés alguna cosa que ocultava, encara que no ho aconsegueix. Només al final de l'obra es revela que en Quirrell havia permès que en Lord Voldemort s'allotgés en el seu cos com un paràsit. La cara del mag fosc sobresortia en el clatell d'en Quirrell, motiu pel qual duia permanentment el turbant. Per a permetre que en Voldemort es mantingués amb vida, en Quirrell havia estat matant als unicorns del bosc prohibit i bevent la seva sang. A més, havia estat intentant aconseguir la Pedra filosofal d'en Nicolas Flamel, amagada sota el col·legi.
Quan en Harry Potter va arribar davant el mirall de Gised, en Quirrell ja estava allà, encara que no podia aconseguir la pedra. En Harry va poder superar l'encanteri sobre el mirall i aconseguir-la, després de la qual cosa en Quirrell va intentar arravassar-la. A causa de la màgia antiga que protegia a en Harry gràcies al fet que la seva mare, la Lily s'havia sacrificat per ell, en Voldemort no podia tocar a en Harry sense sofrir un immens dolor. Això va provocar que el cos d'en Quirrell quedés reduït a cendres. L'esperit d'en Voldemort es va veure obligat a fugir de nou.

## Sibil·la Trelawney
La Sibil·la Patricia Trelawney és un personatge que ensenya la classe de Futurologia a Hogwarts. És també summament catastròfica i molt alarmista i predeix la mort d'un alumne cada any.
Es distingeix pel seu to de veu fantasmal, la seva extrema primesa, els seus enormes ulls més augmentats per unes ulleres gegantesques, i va vestida amb xalets transparents i vestits lluents. Segons la Rowling, el seu aspecte era molt similar al d'una libèl·lula geganta.
La Trelawney no és una mala dona, però el seu caràcter supersticiós i alarmista la fa poc popular entre els alumnes i els altres professors, exceptuant a en Dumbledore, qui sempre la tracta molt bé, ja que ell coneix de les seves veritables facultats endevinatòries quan entra en profund tràngol.
En el cinquè llibre de la sèrie es va revelar que va ser precisament la Trelawney qui va predir que en Harry Potter derrotaria en Lord Voldemort, sent aquesta la seva primera profecia respecte a en Voldemort, la qual deia que un nen poderós naixeria a la fi del mes de juliol i que seria l'únic amb el poder per a vèncer-lo, que el Senyor de les Forces del Mal el marcaria com el seu igual, i que ells dos haurien d'enfrontar-se un a l'altre, a fi que només un d'ells sobrevisqui. Coincidentment, tant en Harry Potter com en Neville Longbottom van néixer en el mes de juliol, i els pares d'ambdós eren membres de l'Orde del Fènix, però en Voldemort només "va marcar" a en Harry.
També va predir el retorn d'en Voldemort al tercer llibre, al final d'una de les classes de Futurologia, quan en profund tràngol va predir que un vasallo del Senyor de les Forces del Mal s'alliberaria d'una espècie de presó en la qual estava per dotze anys, i ajudaria a alçar-se de nou en forma més poderosa i terrible que abans.

## Dolors Umbridge
Dolors Jane Umbridge és un personatge de ficció creat per J. K. Rowling en la seva sèrie de novel·les de Harry Potter. Originalment, la Dolors Umbridge s'havia d'anomenar Elvira, però l'autora va canviar d'idea per raons desconegudes. El nom "Dolors", (originalment en anglès Dolores, paraula espanyola que prové del llatí "dolor") possiblement reflecteixi la misèria que les seves accions causen als estudiants, com per exemple els seus dolorosos càstigs i tortures psicològiques. Per la seva banda, Umbridge: té una sonoritat similar a la paraula anglesa "Umbrage", que es refereix a una ofensa causada per un malentès o una predisposició a pensar malament. El més probable, no obstant això, és que l'origen del cognom sigui la paraula llatina "umbra", "ombra".
La Dolors Umbridge és una dona de baixa alçària, generalment descrita com semblant a un gran gripau, amb ulls sortits i cabell curt i arrissat de color cafè. Sempre duu roba de color rosa cridaner, i lletjos i exagerats anells en els dits. De caràcter altiu i arrogant, tendeix a interrompre a la gent quan parla i a tallar-los amb un sonor i particular carraspeig. La seva veu és exageradament aguda, com la d'una nena, gairebé arribant al falset.
Aparentment, té un odi exagerat a cualsevol criatura que ella considera "semihumana", com els centaures, els homes-llop i fins i tot a en Hagrid per ser mig gegant, i també sent antipatia cap als mags nascuts de muggles. Aquestes particularitats provoquen l'odi d'en Harry i els seus companys de l'Exèrcit d'en Dumbledore.
La Dolors apareix per primera vegada a Harry Potter i l'orde del Fènix, el cinquè volum de la saga Harry Potter, en una escena en la qual el jove Harry assisteix a una vista disciplinària per haver efectuat màgia il·legalment i en presència d'un muggle, fora del col·legi de Hogwarts (la qual cosa està prohibit per als menors d'edat). Participa com a jurat i subsecretària, mà dreta del conseller Cornelius Fudge, en l'interrogatori efectuat a en Harry a la Conselleria d'Afers Màgics. La Dolors és un dels mags que voten a favor de la culpabilitat d'en Harry al final de la vista.
Posteriorment, per ordre de la Conselleria, que pretén tenir al director Dumbledore vigilat de prop, la Dolors és nomenada professora de Defensa Contra les Forces del Mal a Hogwarts. Les seves classes es basen bàsicament en la teoria defensiva, estant prohibit l'ús de màgia o si més no l'aireig de varetes a la seva classe. Això ha d'atribuir-se al temor de la Conselleria que en Dumbledore estigui usant les seves classes per a entrenar als estudiants en màgia ofensiva, per a després emprar-los com el seu propi exèrcit en un hipotètic intent de cop d'estat al conseller Fudge.
Per a evitar això, la Dolors es dedica en cos i ànima a destruir tota mena de rumors sobre el retorn d'en Voldemort (Generalment, neutralitzant, ridiculitzant i torturant a en Harry, arribant al punt d'usar mesures fortament il·legals, com intentar utilitzar la maledicció imperdonable o la poción de la veritat contra ell).
Amb el pas del temps, la Umbridge va escalant posicions al col·legi mitjançant inapel·lables Decrets; des de nomenar-se Inquisidora de Hogwarts, encarregada de supervisar el compliment de les normes de l'escola, fins a reemplaçar a en Dumbledore com a director de l'escola. Protegida per la Conselleria i pel zelador Argus Filch, un altre torturador en potència, la Umbridge va endurint les normes del col·legi fins a aconseguir convertir-lo en una espècie de mini-estat feixista amb les seves pròpies forces paramilitars, la Brigada Inquisitorial, un cos format majoritàriament per alumnes de Slytherin i que té un nivell d'autoritat similar al dels delegats, però amb l'aprovació directa de la Inquisidora. Entre les noves normes imposades per la Inquisidora estan la prohibició de llegir El Tafaner, revista que publica una entrevista de Rita Skeeter a en Harry en la qual revela tota la veritat sobre el retorn d'en Lord Voldemort, l'obligació que el correu privat dels alumnes passi abans per les seves mans o l'anul·lació del dret dels alumnes de formar associacions estudiantils. Arriba a expulsar a en Harry de l'equip de quidditch, així com als bessons Fred i George Weasley, després d'un enfrontament amb en Draco Malfoy. A més, la Dolors realitza personalment una sèrie de proves i exàmens a cadascun dels professors per a saber si són competents o no (però també per a conèixer el seu grau de fidelitat al director Dumbledore); els més afectats, en Hagrid o la Sibil·la Trelawney, la maldestra i incompetent professora de Futurologia, que és despatxada.
En Harry odia especialment a la professora Umbridge, sobretot degut a la sèrie de dolorosos càstigs que la Umbridge li posava per a fer-li desistir de la seva insistència en la tornada d'en Lord Voldemort. El seu principal mètode de càstig era fer-li escriure frases (com "no haig de dir mentides") amb una ploma especial que es caracteritza per usar la sang de l'escriptor en comptes de tinta, i fins i tot el missatge quedava gravat en la mà del que l'usa, tallant la carn i provocant un dolor agut i unes cicatrius que trigaven molt a guarir-se. Altres vegades, i això era el que més avorria a en Harry, li retirava privilegis com l'anteriorment esmentat lloc en l'equip de quidditch.
El matí de la batalla al Departament dels Misteris, en Harry Potter i l'Hermione Granger duen a la Umbridge al Bosc Prohibit. La seva insolència i arrogància la duen a insultar i atacar a un centaure, fet que paga car quan els seus companys es llancen al rescat i quan Grawp, atret pels laments de l'Hermione, s'enfada. Això va dur a la Inquisidora a la infermeria de Hogwarts durant un temps, després del qual el reinstaurat director Dumbledore l'expulsa fulminantement i per a sempre de l'escola.
Després del seu fracàs a Hogwarts, la Dolors torna a la Conselleria, ja amb el mandat d'en Rufus Scrimgeour, i és una de les assistents al funeral de l'Albus Dumbledore en el sisè llibre, Harry Potter i el misteri del Príncep.
En el setè llibre de la col·lecció, Harry Potter i les relíquies de la mort, al morir el conseller Rufus Scrimgeour, va ser nomenada a la Conselleria com Cap de Comissió de Registres de Nascuts Muggles, que s'encarrega d'"interrogar" als anomenats "sang de fang", si no demostren que tenen antecedents màgics de família se'ls és emportada la vareta i acusats de robar la màgia a un mag. El seu modus operandi al moment de treure indformació, consistia en l'auxili del cavaller de la mort Yaxley i un parell de demèntors. La Dolors posseïa un medalló al pit amb una "S", segons ella per a denotar que era sang pura però en veritat era un horricreu, que posseïa l'ànima d'en Lord Voldemort. En Harry l'hi va prendre per a així poder destruir-lo. Ingressa a la presó d'Azkaban per maltractament als nascuts de muggles.

## Altres
- Charity Burbage: identificada com la professora de Muggleologia a Harry Potter i les relíquies de la Mort. Estava a favor dels fills de Muggles, evidenciat per un article editorial al Periòdic Profètic, era en oposició directa a la filosofia dels Cavallers de la Mort de la supremacia dels de sang pura. Era una presa d'en Voldemort, que la torturà, i després de matar-la, la va fer servir per alimentar la Nagini.
- Armando Dippet: antic director de l'Escola Hogwarts de Bruixeria i Encanteris que precedia a l'Albus Dumbledore, durant el temps que en Tod Rodlel era un estudiant i va obrir la Cambra Secreta.
- Wilhelmina Grubbly-Plank : professora substituta de Criança de Criatures Màgiques. Primer apareix a Harry Potter i el calze de foc, quan en Hagrid és incapaç ensenyar, i una altra vegada a Harry Potter i l'orde del Fènix quan en Hagrid és fora en una missió per a en Dumbledore.
- Rolanda Hooch: professora de Vol a Hogwarts i l'àrbitre dels partits de Quidditch. Se la descrivia amb cabells curts i blancs i ulls grocs com un falcó.
- Irma Pince: la bibliotecària de Hogwarts, comparat amb un "voltor desnodrit". Intenta protegir els seus llibres d'estudiants. És molt estricta pel que fa a la devolució de llibres o a entrar a la secció prohibida.
- Aurora Sinistra: la professora d'Astronomia. Les seves classes es tenen a mitjanit a la torre més alta de Hogwarts. Tot i que en Harry assisteix a Astronomia, cap classe d'Astronomia mai no s'ha descrit a la sèrie, i així, molt poc és sabut sobre Sinistra.
- Septima Vector: la professora de Magimàtica, del qual se sap que dona als seus estudiants grans quantitats de deures.